# فيلافرانكا دستي
فيلافرانكا دستي (بالإيطالية: Villafranca d'Asti)‏ هي بلدة وبلدية في مقاطعة أستي في إقليم بييمونتي في جنوب إيطاليا.

## السكان
في سنة 1861 بلغ عدد السكان 2٬197 نسمة، وتطور العدد ليصل في سنة 2011 لـ 3٬250 نسمة.
يظهر هذا المخطط البياني تطور النمو السكاني لـ فيلافرانكا دستي

## توأمة
لفيلافرانكا دستي اتفاقيات توأمة مع:
- فيلفرانش سور مير